# 편각 (지구과학)
편각(偏角, declination)은 지구 자기의 3요소 중 하나로, 북반구를 기준으로 지구 상의 현재 위치에서 진북극(지리상의 북극점) 방향과 자기북극 방향(나침반의 빨간 바늘이 가리키는 방향) 사이의 
유럽에서 편각이 정확히 언제 발견되었는지는 확실하지 않지만, 포겐도르프는 1897년에 펴낸 <물리학사>에서 "유럽에서 편각 및 지구 표면의 지점에 따라 편각이 각각 다르다는 사실을 최초로 관측한 인물은 크리스토퍼 콜럼버스"라고 썼고, 이탈리아 출신 베르텔리도 1892년에 쓴 논문이나 1895년에 나온 밴저민의 역사서에도 콜럼버스가 편각과 지역에 따른 편각차를 발견했다고 돼 있다.
하지만 편각현상 자체는 이미 15세기 중반에 해시계나 나침반을 만드는 장인들에게 알려져 있었던 것 같다. 왜냐하면 해시계는 태양이 남중할 때의 그림자 방향을 통해 정확하게 북쪽이 어디인지 알 수 있으면, 그것과 자침을 비교해서 편각을 알려주기 때문이다. 하지만 장인들이 구체적으로 어떻게 알았는지, 또한 그 값이 얼마인지는 기록으로 남아있지 않다.
콜럼버스의 항해 기록을 연구한 과학자 미첼에 따르면 콜럼버스는 두 번째 항해에서 플랑드르 나침반을 휴대한 것이 분명하다고 한다. 이 플랑드르 나침반은 처음부터 자침을 북에서 1방위각 동쪽으로 기울여 문자판에 고정시켜 북서유럽에서는 문자판이 거의 진북을 가리킬 수 있도록 한 것이다. 그렇다면 콜럼버스가 첫 번째 항해에서 편각을 발견했다라고 할 수 있는데 이것 또한 시기상으로 적절치가 않다. 콜럼버스가 첫 번째 항해를 마치고 스페인에 귀국한 것이 1493년 3월 정도인데 그로부터 반년 사이에 그 지식이 네덜란드에 전해져 개량된 나침반이 제작되고 그것이 다시 스페인에 들어왔다고 한다면 그 당시의 기술과 전달 수준을 감안할 때 불가능하다고 밖에 말 할 수 없다. 따라서 콜럼버스의 첫 번째 항해 이전에 이미 북서유럽의 항해사나 나침반 제작자에게 편각의 존재가 알려져 있었다고 보는 것이 자연스럽다. 하지만 콜럼버스의 항해 기록에 어떤 지점에서는 편각이 북동에서 북서로 변하고 그 중간 어딘가에 자침이 정확히 북을 가리키게 되는 지점이 있다는 것을 기록한 것도 사실이므로 그 항해기록이 편각에 대한 정량적인 기록이 나온 최초 문헌임에는 틀림없다. 또한 이 자료를 시작으로 지구가 하나의 거대한 자석이라는 인식이 만들어져 확산되었고, 원양 항해의 안정성과 확실성을 담보하기 위해 항해술의 발전과 정밀한 나침반의 필요로 이어져 참된 지자기 연구가 시작되었다고 할 수 있다.

## 같이 보기
- 지자기
- 자오선
- 나침반